# Гончаров, Валерий Владимирович
Вале́рий Влади́мирович Гончаро́в (укр. Валерій Володимирович Гончаров; 19 сентября 1977, Харьков, УССР) — украинский гимнаст, призёр Олимпийских игр 2000 года и чемпион 2004 года. Призёр чемпионата мира и Европы. Заслуженный мастер спорта Украины. Гончаров единственный украинский гимнаст, завоевавший три раза подряд награды Финала Кубка мира — золотую в упражнениях на перекладине в 2004 году и бронзовые на брусьях в 2006 и 2008 годах.

## Спортивная биография
Спортивной гимнастикой Валерий Гончаров начал заниматься в 6 лет.
На летних Олимпийских играх Гончаров дебютировал в Сиднее в 2000 году. Квалификацию украинская сборная закончила на 3 месте, а в финале, показав отличное выступление команда Украины с Валерием Гончаровым в составе смогла опередить сборную России и выиграть серебро Олимпийских игр, уступив только сборной Китая.
Через 4 года на Олимпийских играх в Афинах Гончаров выступая в квалификации на трех видах, отобрался в финалы на брусья и перекладину. В финале на брусьях Гончаров смог безошибочно выполнить все сложные элементы своей программы и получил оценку 9,787. Этот результат позволил Валерию стать олимпийским чемпионом. В финале соревнований на перекладине Гончаров допустил ошибку на своей «коронной» связке, сорвавшись с перекладины на перелете «Кольмана» и занял 8 место. В командных соревнованиях сборная Украины не смогла повторить успех Сиднея и показала только 7 результат.
В 2005 году на показательных соревнованиях после чемпионата мира был удостоен титула «мистер Пространство» за три сальто Ковача, сделанные подряд, только в лучах прожекторов.
На Олимпийских играх 2008 года в Пекине. Гончаров сосредоточился исключительно на своих «коронных» упражнениях на брусьях и перекладине. Но квалификация оказалась для Валерия очень неудачной. На перекладине он занял лишь 62 место, а на брусьях стал 11. Гончарову не хватило всего 0,05 балла, чтобы попасть в финал.

## Личная жизнь
Имеет два высших образования. Окончил Харьковский государственный институт физической культуры и Национальную юридическую академию Украины имени Ярослава Мудрого.
Женат на украинской гимнастке Ирине Яроцкой (призёр Чемпионата Мира 2002 г., Чемпионата Европы 2004 г., 4-е командное и 6-е место в многоборье на Олимпиаде 2004 г.)
В 2009 году стал отцом — родился сын Марк.
Хобби: Чтение книг, гольф, бильярд, рыбалка, изучение иностранных языков.
Любимая еда: Борщ.

## Государственные награды
Кавалер ордена «За заслуги перед Украиной» ІІ степени
 Кавалер ордена «За заслуги перед Украиной» ІIІ степени